# Björn Meeuwsse
Björn Meeuwsse (Twello, 29 oktober 1972) is een voormalig voetballer van FC Zwolle en Excelsior.

## Statistieken
| Seizoen | Club      | Land      | Competitie     | Wed. | Goals |
| ------- | --------- | --------- | -------------- | ---- | ----- |
| 1995/96 | FC Zwolle | Nederland | Eerste divisie | 23   | 0     |
| 1996/97 | Excelsior | Nederland | Eerste divisie | 10   | 0     |
| 1997/98 | Excelsior | Nederland | Eerste divisie | 0    | 0     |
| Totaal  | Totaal    | Totaal    | Totaal         | 33   | 0     |